# 오오기 히토시
오오기 히토시(일본어: 扇仁志 오기 히토시[*], 1992년 4월 6일 ~ )는 일본 나가사키현 출신의 방송인이다.

## 내력
오오기 히토시는 일본 대표로 105회와 111회 일일비정상으로 출연하였고, 112회부터는 고정 패널로 출연하고 있다. 일본에서 게이오기주쿠 대학을 졸업하고 애니메이션 회사를 다녔다. 일본 나가사키현 출신으로 게이오대 SFC에서 환경정보학을 전공했다. 현재 한국에서 캐릭터 디자이너와 일본어 강사로 일하고 있다. 서울대학교 언어교육원에서 한국어 정규과정을 수료했다. 서울 관악경찰서 치안한류 홍보대사가 되었다.

## 방송 출연
| 연도            | 제목           | 방송사 | 비고 |
| --------------- | -------------- | ------ | ---- |
| 2016년 ~ 2017년 | 《비정상회담》 | JTBC   |      |

## 경력
- 2017년 서울 관악경찰서 치안한류 홍보대사[1]